# Guru Amar Das
Śrī Guru Amar Das (in pangiabi ਗੁਰੂ ਅਮਰਦਾਸ; Basarke, 5 maggio 1479 – Goindval, 1º settembre 1574) è stato uno scrittore indiano, terzo, dei dieci guru sikh, dopo Guru Angad Dev.
Il suo nome significa «Servitore (das) dell'Éterno (amar)».

## Biografia
Guru Amar Das (ਗੁਰੂ ਅਮਰ ਦਾਸ), nacque nel Punjab (nell'attuale distretto di Amritsar). Solo a 62 anni incontrò il Guru Angad Dev, a Khadur, e lo scelse come maestro spirituale, aderendo alla religione Sikh. Da quel momento lo servì umilmente e gli succedette nel 1552 come terzo Guru. 
Da quel momento, Guru Amar Das si stabilì, con la famiglia ed i suoi discepoli a Goindwal.
Guru Amar Das strutturò il sistema «ecclesiastico ». Creò ventidue manjis (comunità locali, sorta di diocesi) di cui parecchie governate da donne, infatti egli accordava un'importanza particolare all'uguaglianza di tutte le persone, in seno alla società indiana ed alla giovane comunità Sikh, ed era interessato particolarmente allo status sociale delle donne. In questo senso egli combatté, il costume musulmano del purdah (confinamento in casa) ed il costume induista del sati che prescriveva che una moglie si sacrificasse sulla pira funebre del marito. 
Inoltre stabilì dei riti semplici per il matrimonio ed i funerali. 
Sua figlia sposò un giovane discepolo di nome Jetha, che sarebbe divenuto, in seguito, Guru Ram Das, suo successore, poco prima della sua morte avvenuta, quando aveva 95 anni di età, il 1º settembre 1574.